# Команда Андрея Балоги
Команда Андрея Балоги (укр. Команда Андрія Балоги), до 2020 года – «Еди́ный Центр» (укр. Єдиний Центр) — украинская центристская политическая партия, созданная в 2008 году на базе Партии частной собственности (укр. Партія Приватної Власності). Основная политическая цель при создании — поддержка президента Виктора Ющенко. Связана с Виктором Балогой и его окружением, преимущественно выходцами из закарпатского города Мукачево.
1 апреля 2008 года Партия частной собственности (зарегистрированная в 1999 году) направила в Министерство юстиции Украины официальное сообщение об изменении названия и состава руководящих органов партии. Решения об изменениях принимались на съезде партии, прошедшем в 2 этапа. На первом этапе 20 марта название партии было изменено на «Единый Центр». Председателем партии вместо Вадима Гуржоса был избран Анатолий Шибико. На втором этапе 27 марта новым главой партии стал Игорь Криль. В руководящий состав вошли народные депутаты Украины, накануне вышедшие из «Нашей Украины»: Игорь Криль, Михаил Полянчич, Виктор Тополов, Леся Оробец, Василий Петёвка, а также глава Секретариата президента Ющенко Виктор Балога. От бывшей Партии частной собственности в руководство никто не вошёл.
12 июля 2008 года состоялся II съезд «Единого Центра», на котором была утверждена политическая платформа, принята новая редакция устава, а также были избраны руководящие органы партии. Председателем «Единого Центра» был переизбран Игорь Криль. Стратегической целью «Единый Центр» провозгласил приведение уровня жизни на Украине к европейским стандартам, наведение порядка во власти, повышение благосостояния украинцев, модернизацию экономики и укрепление единства страны.
«Единый Центр» активно принимает участие в местных выборах. На выборах в Тернопольский облсовет партия получила более 14 % голосов (второй результат). Всего по итогам местных выборов, которые проходили в 2008—2010 годах, депутаты от «Единого Центра» прошли в 66 местных советов.
14 августа 2010 года на III съезде в партии было введено коллективное руководство — так называемая «Коллегия лидеров». В состав коллегии вошли Виктор Балога, Владимир Бондарь, Ростислав Валихновский, Вадим Карасёв, Игорь Криль, Кирилл Куликов, Леся Оробец, Василий Петёвка, Игорь Попов, Виктор Тополов.
В октябре 2010 года «Единый Центр» принимал участие в местных выборах с программой под названием «Качественная Украина» (укр. Якісна Україна).
По заявлениям партии, на конец 2010 года «Единый Центр» насчитывал более 100 000 членов. Партия представлена во всех регионах Украины.
17 марта 2012 года зампред Партии регионов Владимир Рыбак заявлял о том, что ведутся переговоры об объединении «Единого Центра» с Партией регионов, однако позднее данные заявления были опровергнуты лидером партии «Единый Центр» Виктором Балогой.
В августе 2020 года партия «Единый центр» сменила название на «Команда Андрея Балоги», тогда же новым главой партии стал Андрей Балога, старший сын Виктора Балоги.
На местных выборах 2020 года лидер партии в первом туре переизбран Городским головой Мукачево. Всего партия получила 7 мест в местных органах власти.